# Трицарство (роман)

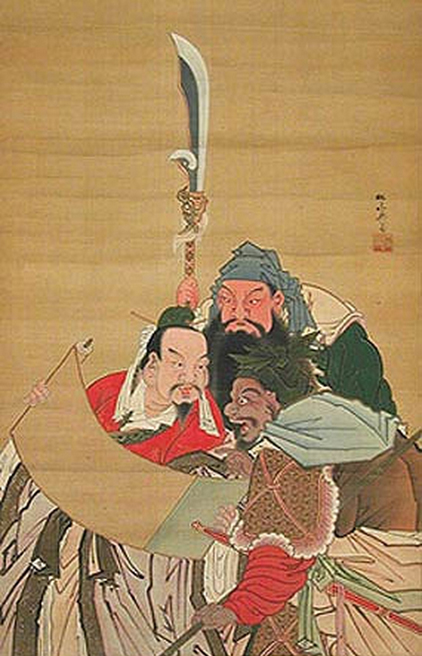
Герої роману — Лю Бей, Ґуань Юй та Чжан Фей.

«Трицарство», «Тридержав'я» (кит. трад. 三國演義, спр. 三国演义, піньїнь: sānguó yǎnyì, акад. саньґо яньї) — китайський роман XIV століття, що розповідає про події періоду Саньго в Китаї, коли країна розпалась на три імперії: Вей, Шу та Ву. Належить до чотирьох класичних китайських романів
Автор роману Ло Гуаньчжун (1330—1400) створив твір за літописними записами придворного історика Чень Шоу. Історичні події поєднуються в ньому з багатьма вигаданими. Образи персонажів далеко не у всьому відповідають своїм прототипам, проте популярність роману призвела до того, що саме вони закріпилися в народній пам'яті як чіткі стереотипи. Цьому сприяло активне використання сцен з роману «Трицарство» у традиційному китайському театрі.
Перше видання роману було здійснене в 1494 році (династія Мін).

## Структура
Частина перша (глави 1-33) — занепад імперії Хань через корупцію та владу євнухів над імператором. Клятва майбутніх воєначальників Лю Бея, Чжана Фея та Ґуань Юя про дружбу. Їхня боротьба з повстанцями та перемога. Розпад імперії на окремі царства та подальші міжусобиці. Шлях Цао Цао до влади в царстві Вей. Спроби учасників клятви протистояти йому. Перетворення царства Вей на гегемона.
Частина друга (глави 34-65) — знайомство Лю Бея зі стратегом Чжуге Ляном. Його поради Лю Бею для боротьби проти Цао Цао і зокрема порада утворити третє царство Шу на противагу Вей і Ву. Укладення союзу проти Цао Цао та вирішальна битва біля Червоної скелі. Нестабільність у царстві Вей та боротьба Лю Бея проти заздрісного Чжоу Юя.
Частина третя (глави 66-90) — страх Цао Цао за владу та його смерть. Призначення Лю Беєм «генералів-тигрів» і жага помсти за загибель товаришів. Фатальна одержимість Лю Бея та його смерть. Перекладення тягаря боротьби проти царства Вей на Чжуге Ляна. Відбиття атак Вей та пошуки союзників на півдні.
Частина четверта (глави 91-120) — занепад царства Шу, повторення ним долі імперії Хань. Нове покоління героїв. Невдалі спроби вторгнення в царство Вей. Смерть Чжуге Ляна та його заповіт наступнику Цзян Вею. Поразка царства Шу через слабкість царя. Піднесення оновленого царства Вей та об'єднання Трицарства в імперію Цзінь.

## Сюжет

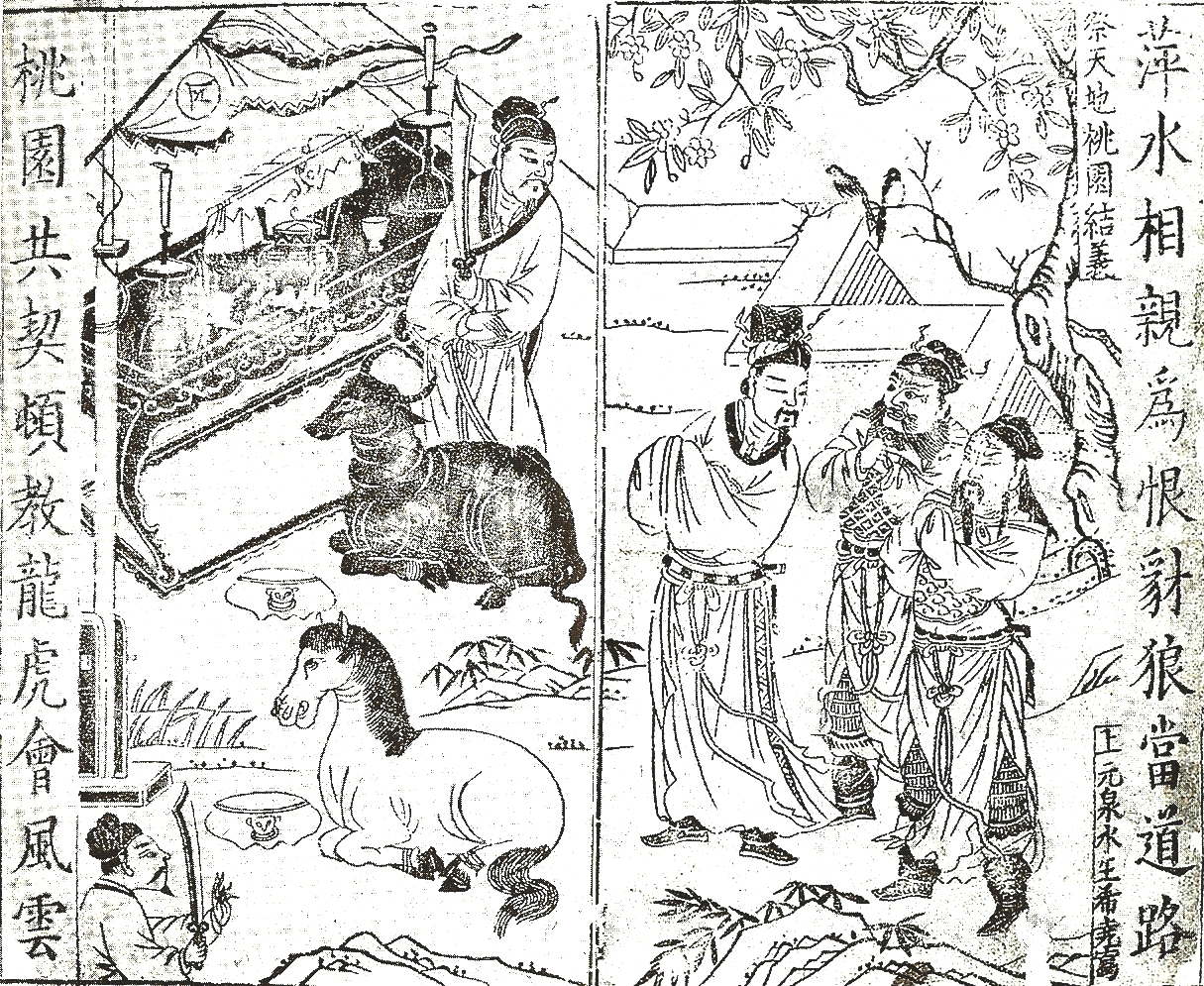
Клятва в персиковому саду. Ілюстрація до видання роману династії Мін

### Перша частина
Імперія Хань у 184 році н. е. неспокійна та ослаблена. Після лиховісних знаків спалахнуло повстання жовтих пов'язок, очолене Чжан Цзяо. Лю Бей зустрічає Чжан Фея та Ґуань Юя в персиковому саду, щоб дати клятву братерства та пообіцяти захищати імперію. Втрьох вони борються з повстанцями, як і полководець Сунь Цзянь, і рятують місто Цінчжоу від облоги. Керівник повстання та його брати гинуть. Але нечесним шляхом владу отримує некомпетентний і невдячний Дун Чжо, котрий ображає героїв.
Запальний Чжан Фей б'є урядового ревізора-хабарника, через що змушений переховуватися. Коли імператор помирає, десятеро євнухів перешкоджають двом його малим синам і регенту Хе Цзіню отримати трон. На владу претендують Юань Шао та Цао Цао. Регент задумує розправу над євнухами та кличе до Лояну війська з провінцій. Але його задум завчасно розкривають і вбивають Хе Цзіня. Юань Шао, що прибув на виклик до столиці, вбиває євнухів. Дун Чжо пропонує дати трон молодшому принцу, але проти цього наважуються виступити Дін Юань і Лу Чжи. Отримавши в дарунок від Дун Чжо прекрасного коня, генерал Люй Бу погоджується убити свого господаря Дін Юаня.
Дун Чжо зміщує, а пізніше вбиває юного імператора Шао-ді, зводить на престол його брата під ім'ям Сянь-ді, а сам, ставши регентом, править як тиран. Цао Цао після невдалого замаху на нього тікає з Лояна. Він знаходить прихисток у родича, але помилково підозрюючи його в замасі на своє життя, вбиває добродія та всю його родину. Потім з Юань Шао він залучає на свій бік вісімнадцятьох високопосадовців і лютого воїна Сяхоу Дуна. Юань Шао обирають главою союзу регіональних правителів, який готує вбивство Дун Чжо.
Після року битв Дун Чжо вирішує відступити до стародавньої столиці Чанань і проголосити себе законним регентом. Лоян завбачливо спалюють, не лишивши військам союзу ніякої здобичі. Лише Цао Цао наважується переслідувати тирана, але його військо гине в засідці, а він сам рятує своє життя завдяки брату Цао Хуну. Полководець Сунь Цзянь знаходить в колодязі загублену імператорську печатку та вирішує сховати її.
Юань Шао вдається до хитрощів і переконує сусідів здатися йому в обмін на захист від Гунсьсунь Цзана. Обурений Гунсьсунь Цзан оголошує війну Юань Шао. Відбувається битва на мосту, в якій Гунсьсунь Цзан ледве виживає. В ході боїв Лю Бей зустрічає Чжао Юня і вони стають друзями на все життя. Сунь Цзянь нападає на Лю Бяо і завдає поразки його військам, але гине, потрапивши в засідку.
Син Сунь Цзяня, Сунь Це, успішно керує Південними землями, поки в Чанані Дун Чжо править як кровожерливий тиран. Ван Юнь придумує знищити тирана хитрістю, посіявши між ним і генералом Люй Бу ворожнечу за красуню Дяо Шань. Як і планувалося, Дун Чжо вбивають, але прибічники тирана виганяють Люй Бу.
Починається боротьба за контроль над імператором. Батька Цао Цао вбивають воїни, позичені Тао Цянем. Бажаючи помститися, Цао Цао вторгається на землі Тао Цяня та бере в облогу Сюйчжоу. Завдяки вчасній підмозі Цао Цао змушують відступити. Згодом Тао Цянь помирає, неохоче роблячи Лю Бея спадкоємцем. Цао Цао повертає свою землю, зайняту Лю Бу, та рятує імператора від повсталих генералів.
Лю Бу переховується в Лю Бея на жах Чжан Фея. Цао Цао готується завоювати землі сусідів — Юань Шу, Лю Бу та Лю Бея — та сіє між супротивниками розбрат. Пиятика Чжан Фея призводить до того, що Лю Бу захоплює місто та дружин Лю Бея. Сунь Це після низки переможних битв успішно засновує нове царство завдяки тому, що повертає імператорському двору знайдену батьком печатку.
Щоб ізолювати Лю Бея від союзників, Юань Шу пропонує шлюбний союз з родом Лю Бу, який погоджується видати заміж свою дочку, але в останню мить змінює рішення. Чжан Фей тікає до Цао Цао, але в цей час генерал Чжан Сю обертається проти Цао Цао, коли дізнається, що той спить із вдовою свого дядька. Чжан Сю вбиває сина Цао Цао, проте його перемога невдовзі обертається успішною контратакою Цао Цао.
Юань Шу проголошує себе імператором, але не отримує очікуваної підтримки. Цао Цао підбурює Сунь Це, Лю Бея та Лю Бу проти Юань Шу, бо його власна армія в цей час виснажена і голодує. Спроба завоювати землі Лю Бу провалюється — той дізнається про задум і атакує перший. Становище Цао Цао дещо полегшує героїчний вчинок його генерала Сяхоу Дуня, який отримує стрілу в око, але вириває поранене око і з'їдає його посеред бою, вселяючи жах у своїх ворогів. Цао Цао зрештою вдається прорватися до Лю Бу, стратити його та його провідних прихильників, за винятком генерала Чжан Ляо, що демонструє презирство до благань Лю Бу зберегти життя. За це Цао Цао бере Чжан Ляо до себе на службу.

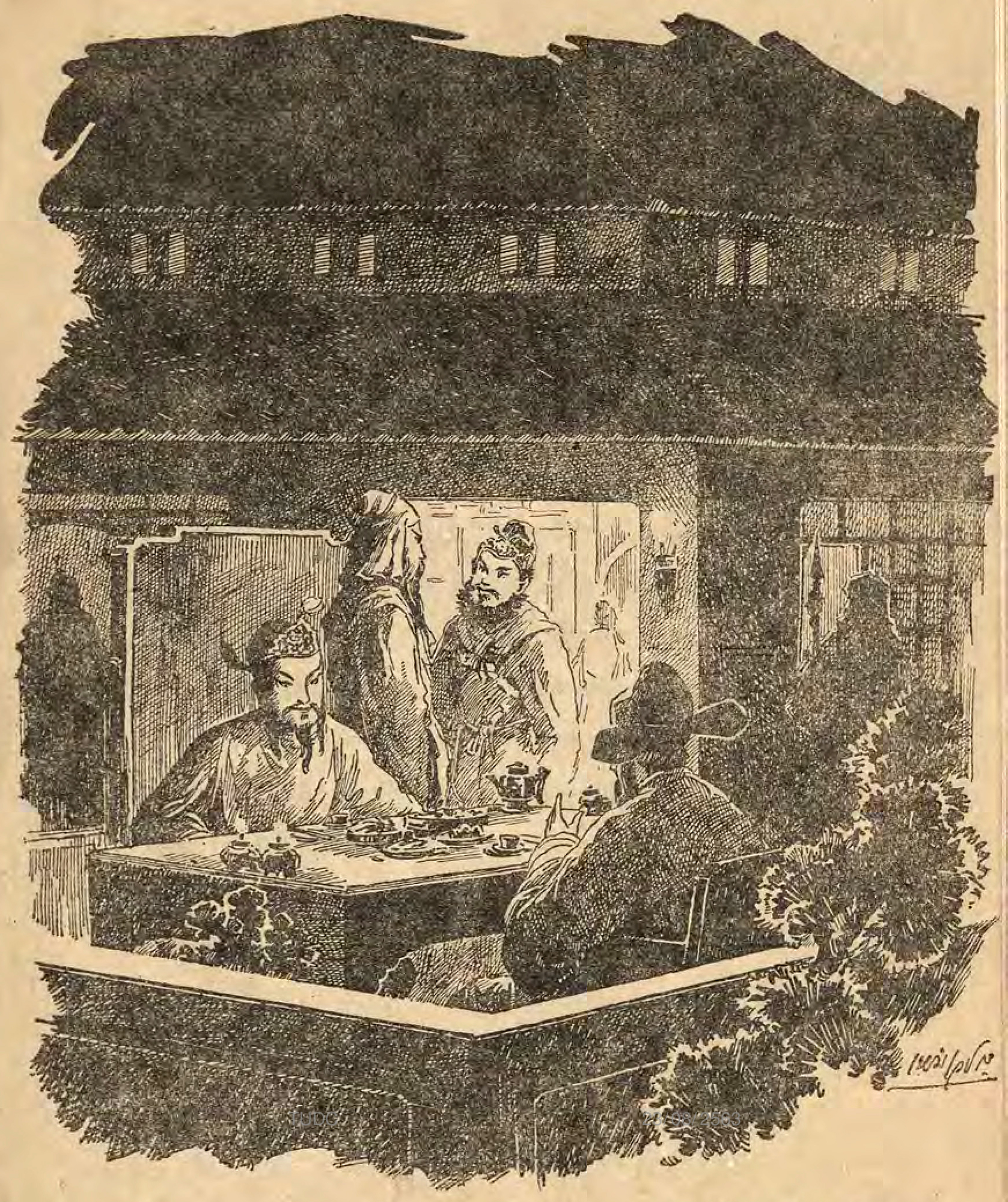
Дун Чен збирає змовників проти Цао Цао. Ілюстрація до таїландського видання 1944 р.

Тепер Цао Цао отримує надійний вплив на імператорський двір. Колишні вороги слухаються його, а найбільші конкуренти — Юань Шао, Юань Шу і Сунь Це — надто далеко. Але Цао Цао поводиться зухвало. Під час полювання він використовує імператорський лук, що обурює імператора Сіаня, котрий таємно наказує зятеві Дун Чену зібрати змовників проти Цао Цао.
До змови проти Цао Цао залучають Лю Бея, котрий підозрює, що план викрито, коли отримує кілька запрошень на особисту зустріч із Цао Цао. Насправді Цао Цао не знає про це, але розуміє, що Лю Бею не можна довіряти і наказує вбити його. Проте генерал Лю Бея, Ґуань Юй, зриває цей задум.
Боячись Цао Цао, Лю Бей об'єднується з Юань Шао, який викриває свавілля нового тирана. Лікар Цзі Пін приєднується до змови Дун Чена, щоб отруїти Цао Цао, але його слуга розповідає про цей план. Лікаря схоплюють і він вчиняє самогубство. Цао Цао заарештовує решту змовників, а Дун Чена та його родичів убиває. Йому вдається розбити війська Лю Бея та Чжан Фея. Сам Лю Бей тікає до Юань Шао. Цао Цао переконує Ґуань Юя здатися та намагається переманити його на свій бік розкішними подарунками, але безуспішно. Ґуань Юй обіцяє служити Цао Цао лише для того, щоб знайти свого хазяїна Лю Бея. Цао Цао з жалем відпускає Ґуань Юя, не наважуючись убити такого шляхетного чоловіка.
Шлях Ґуань Юя до хазяїна проте виявляється складним. Після низки битв він дістається до Чжан Фея, котрий не довіряє Ґуань Юю. Щоб довести вірність, Ґуань Юй убиває одного з командирів Цао Цао. Лю Бей обережно знову зближується з братами по клятві.
Сунь Це, володар Південних земель, планує виступити проти Цао Цао разом з Юань Шао. Але після замаху на себе він підозрює всіх у зраді та зрештою помирає, залишаючи Південні землі своєму молодшому братові Сунь Цюаню. Той збирає союзників для захисту ослабленого царства.
Юань Шао атакує Цао Цао, чиє військо голодує. Але успіх затьмарюється поганим керівництвом Юань Шао, тому частина його людей переходять на бік Цао Цао. Юань Шао стрімко втрачає владу й повертається додому, тікаючи від переслідувань. Лю Бей користується гонитвою Цао Цао за Юань Шанем, щоб здійснити прорив до столиці, але Цао Цао тактично відступає та перемагає його. Лю Бяо надає притулок ослабленому Лю Беєві. Змучений поразками й поганими новинами, Юань Шао помирає, призначаючи спадкоємцем свого молодшого сина. Його старший син заздрить братові, чим користується Цао Цао, щоб поступово позбавити впливу всіх родичів і наближених Юань Шао. Він отримує владу над Півднем, але на півночі Китай все ще розділений на дрібні царства.

### Друга частина

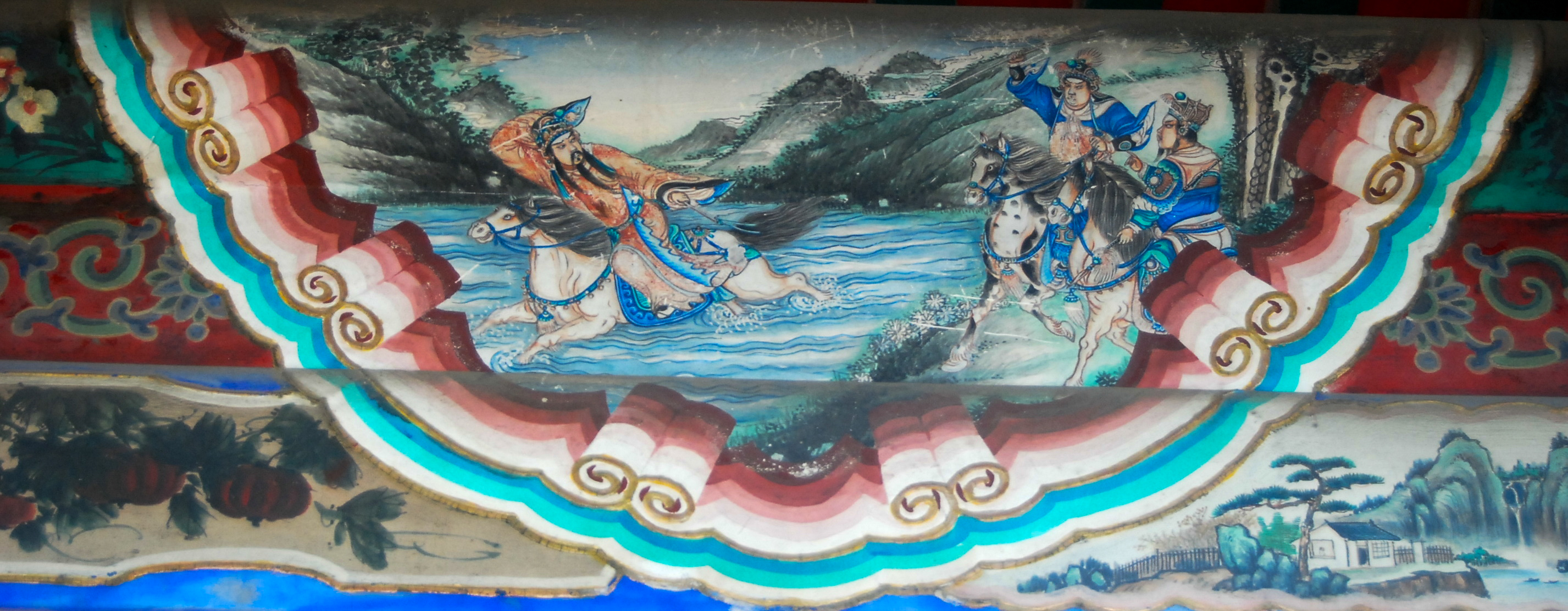
Лю Бей тікає від заздрісних родичів Лю Бяо. Малюнок у Літньому палаці в Пекіні

207 н. е., Лю Бей живе при дворі добросердого Лю Бяо, але його родичі планують убити впливового гостя. Лю Бяо тікає та проводить ніч у будинку мудреця, який закликає його знайти гідних порадників. Незабаром Лю Бей отримує послуги мудрого стратега Чжуге Ляна, котрий допомагає відбити атаки Цао Цао на царство Лю Бяо. Лю Бяо просить Лю Бея повернутися.
Лю Бей всиновлює здібного Лю Фена, хоча вже має малого сина. Тим часом поради Чжуге Ляна призводять до подальших успіхів проти Цао Цао. Дізнавшись причину успіхів супротивника, Цао Цао захоплює матір стратега. Лю Бей дозволяє йому врятувати матір в обмін на відмову від порад. Однак, матір стратега розчарована цим рішенням і вчиняє самогубство.
Чжуге Лян повертається до Лю Бея та каже, що той повинен сформувати третє велике царство — поряд із царством Цао Цао на півночі та царством Сунь Цюаня на півдні. На заваді стають чвари між дрібними володарями. Лю Бей відкидає пропозицію стати спадкоємцем Лю Бяо, що до вподоби Сунь Цюаню. Налаштовуючи гарні стосунки з північними царствами, Лю Бей отримує в командування фронт, а Чжуге Лян призначає головним військовим радником. Брати Лю бея по клятві, Чжан Фей і Ґуань Юй, обурені стрімким підйомом Лю Бея, поки величезна армія Цао Цао не зазнає від нього гучної поразки.

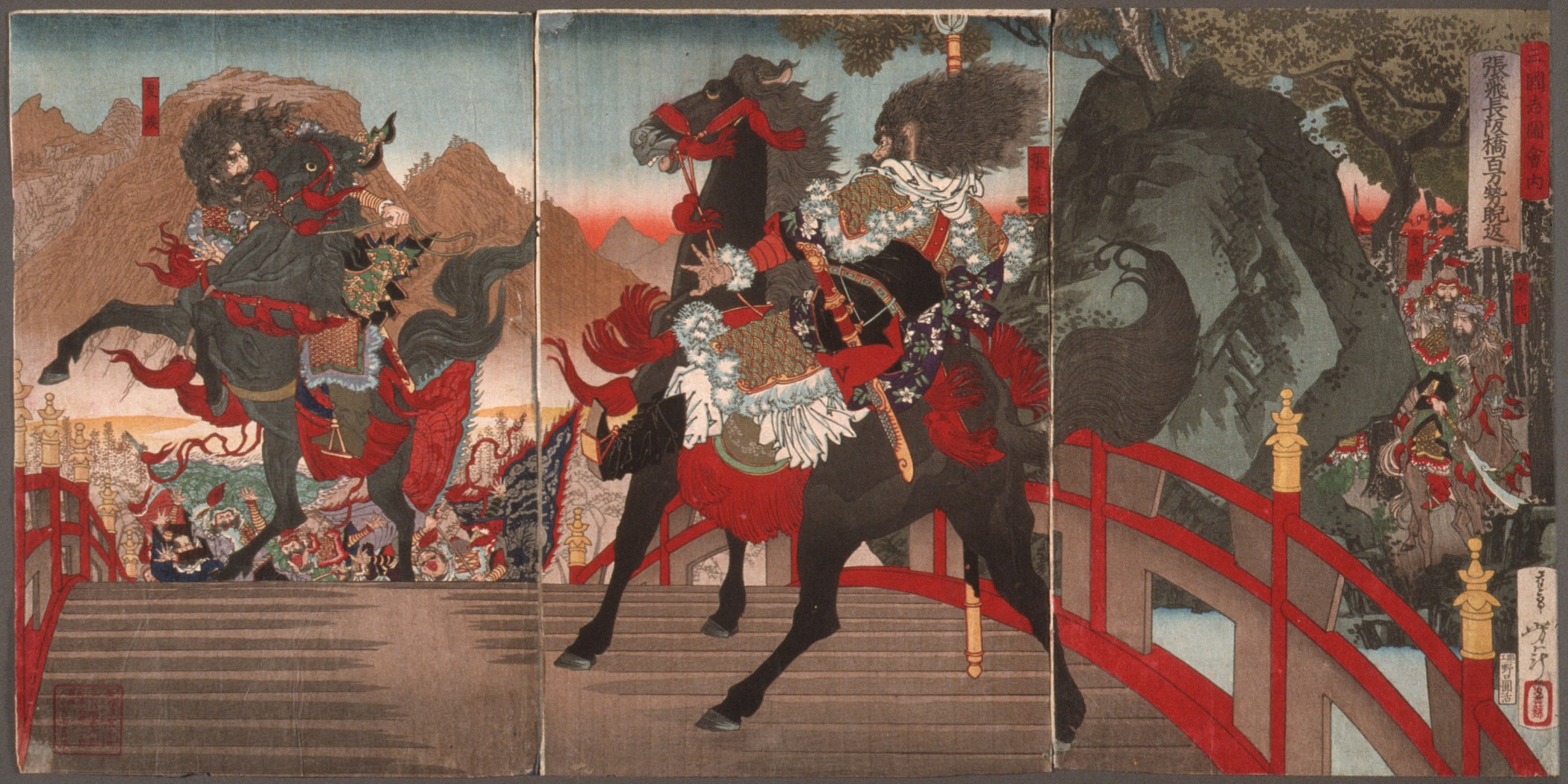
Чжан Фей на мосту змушує військо царства Вей відступити. Японський принт на дереві, близько 1883 р.

Цао Цао страчує свого політичного опонента Конг Ронга, зміцнюючи свою абсолютну владу. Лю Бяо помирає, і родина його дружини негайно влаштовує переворот, здавши землі Цао Цао. Та прийнявши капітуляцію, Цао Цао страчує вдову та сина Лю Бяо. Лю Бей відмовляється покинути біженців, що сповільнює його військо і стає причиною поразки від сил Цао Цао. Одна з дружин Лю Бея виявляється поранена та кидається в колодязь, щоб не затримувати його відступ. Чжан Фей прикриває відступ на мосту, поки Лю Ці, вцілілий син Лю Бяо, прибуває з кораблями, щоб врятувати Лю Бея. Це стає початком їхнього союзу в протистоянні розширенню імперії Цао Цао.
Лю Бей відстоює незалежність царства Сунь Цюаня на раді правителів. Фельдмаршал Чжоу Юй заздрить популярності Лю Бея та плете проти нього змову. Водночас він підставляє найкращих військово-морських генералів Цао Цао, щоб їх стратили за зраду.

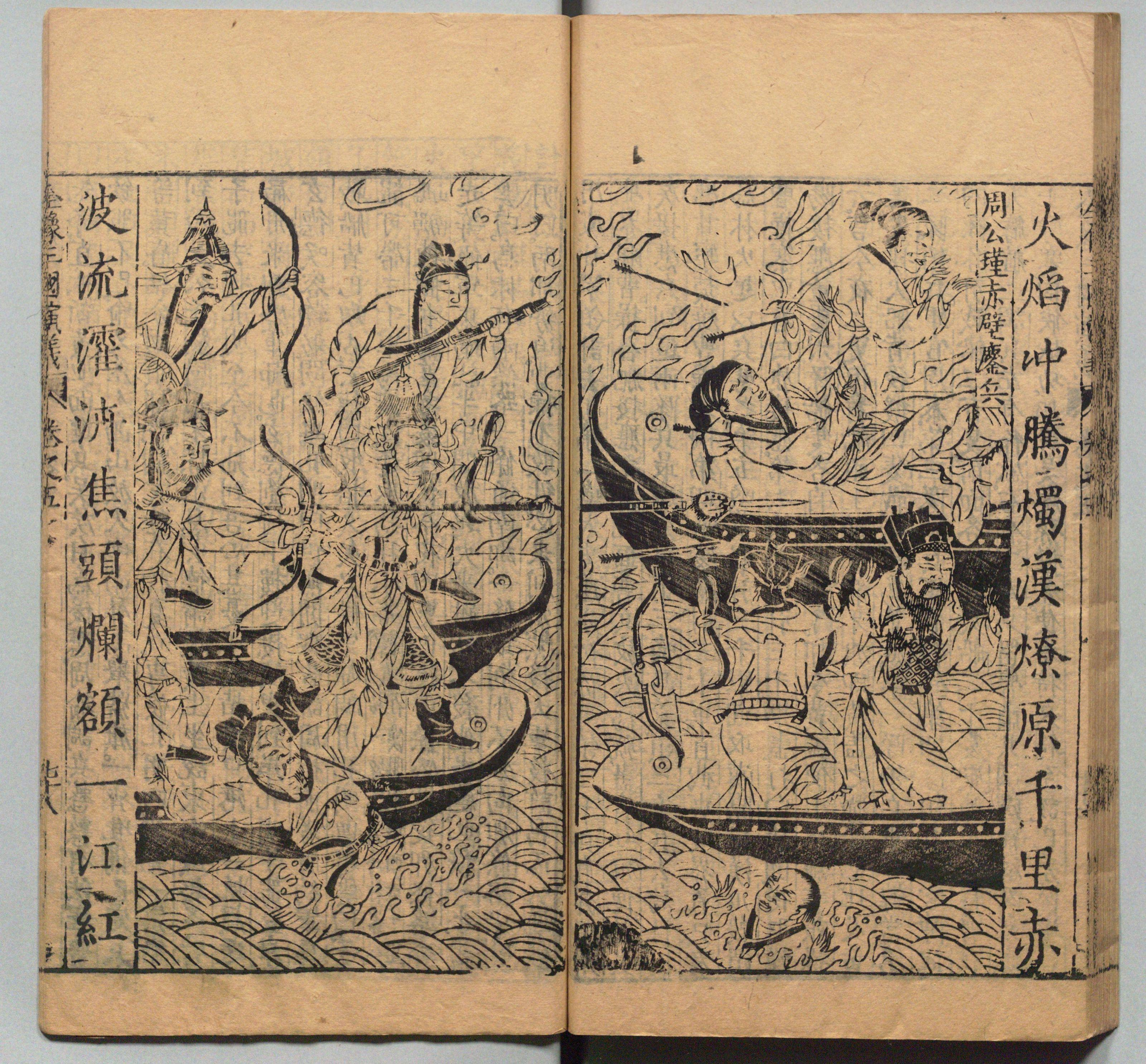
Битва біля Червоної скелі. Ілюстрація до видання роману династії Мін

На річці Янцзи біля Червоної скелі відбувається велика битва проти армії Цао Цао, що суне на південь. Чжоу Юй дає Лю Бею, здавалося б, неможливий наказ: за три дні зібрати 100 тис. стріл. Але той користується фальшивими човнами з соломи й туманом, аби зібрати стріли, випущені лучниками Цао Цао. Надсилаючи фальшивих перебіжчиків, Цао Цао намагається вивідати плани, проте їх викривають і дають неправдиві відомості. У відповідь Чжоу Юй вирішує відправити до ворога фальшивого дезертира Хуан Гая. Це призводить до того, що війська Цао Цао вірять пораді зв'язати свої кораблі разом. Чжуге Лян викликає вітер, який розбурхує запали і флот Цао Цао згорає. Південці здобувають вирішальну перемогу. Найнятий раніше Цао Цао генерал Чжан Ляо рятує хазяїна, поранивши Хуан Гая.
Армія Цао Цао ледве тікає, але Ґуань Юй не наважується добити її, віддячивши цим за колишню милість. Чжоу Юй, Чжан Фей і Ґуань Юй захоплюють документи, що дозволяють їм проникнути в три міста Цао Цао. Чжоу Юй організовує фальшиву пропозицію для Лю Бея, чия друга дружина нещодавно померла, з сестрою Сунь Цюаня — воїтелькою Сун Рен. Але тітка Сунь Цюаня влаштовує справжній шлюб. Сунь Цюань мріє послабити Лю Бея через вплив Сунь Рен на нього. Проте Сунь Рен вірна чоловікові й тікає разом з ним.
Надії Цао Цао на об'єднання Китаю зазнали краху, але він усе ще контролює власне царство. Він влаштовує бенкет, на якому Південне царство отримує пропозицію завоювати Річкові землі як весільний подарунок для Лю Бея. Це вигідно для Чжоу Юй, бо тоді він міг би зненацька провести свою армію прямо до Лю Бея та вбити його. Проте Лю Бей передбачає це і влаштовує засідку, в якій Чжоу Юй зазнає поразки і згодом помирає від ран.
Розуміючи, що в Чжоу Юя були прибічники, Лю Бей роздає їм високі посади. Учасник колишньої змови проти Цао Цао, Ма Тенг, усе ще має намір убити тирана, однак, задум викривається наложницею його довіреної особи, і змовників страчують. Ма Чао, син Ма Тенга, раптово виступає проти Цао Цао. Щоб втекти, Цао Цао змушений позбутися символів імператорської влади: плаща та бороди.
Сунь Цюань обманом змушує Сунь Рен повернутися до нього. Він хоче вирушити на війну проти Лю Бея, проте затримується через похід Цао Цао, спрямований проти нього. Чжуге Лян та Чжан Фей встигають прибути на підмогу Лю Бею. Ма Чао після переслідувань з боку Цао Цао наважується стати на бік Лю Бея.

### Третя частина

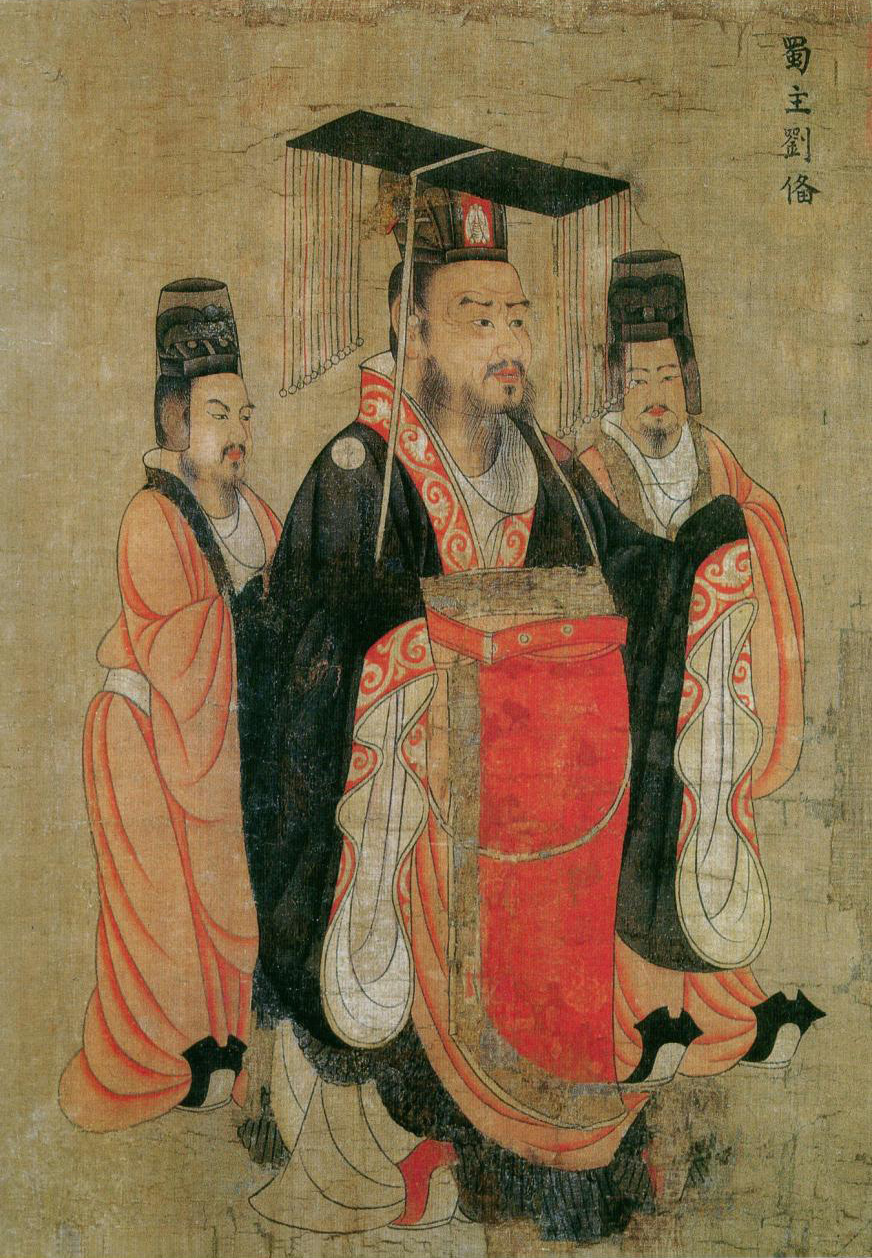
Лю Бей, ставши імператором. Малюнок на шовку VII ст.

214 рік н. е. Лю Бей править західною частиною Китаю. Дружину імператора спіймано на змові проти Цао Цао разом зі своїм батьком, їхній клан знищено, а Цао Цао робить свою дочку новою імператрицею. Цао Цао завойовує царство Чжан Лу і приймає його капітуляцію. Побоюючись, що зараз він атакує західні Річкові землі, Лю бей повертає більшу частину Цзінчжоу Сунь Цюаню, закликаючи його використовувати її як плацдарм проти Цао Цао. Та спроба Сунь Цюаня вторгнутися в царство Цао Цао зустрічає опір командувача Чжана Ляо. Сунь Цюань і Цао Цао укладають мир. До Цао Цао з'являється чарівник, який магічним чином уникає всіх спроб Цао Цао вбити його та віщує його смерть. Вражений зустріччю з чарівником, Цао Цао викликає мудреця Ґуань Лу, але мало що довідується.
Полководець Хуан Чжун і філософ Янь Янь, недооцінені іншими через свій похилий вік, забезпечують кілька перемог Лю Бея. Не довіряючи своїм генералам, Цао Цао сам командує армією. Він страчує воєначальників, які можуть виявитися кмітливішими за нього, чим тільки погіршує своє становище. Зазнавши поранення в бою, Цао Цао відступає.
Лю Бей називає своїх п'ятьох найкращих генералів «генералами-тиграми»: Ґуань Юя, Чдан Фея, Ма Чао, Чжао Цзилуна та Хуан Чжуна. Ґуань Юй проте невдоволений, що він носить цей титул разом з Хуан Чжуном, на чию капітуляцію та дезертирство він колись погодився. Додатково, Ґуань Юй відмовляється від шлюбного союзу з південними країнами. В результаті Сунь Цюань стає на бік Цао Цао, щоб узяти Південне в кліщі.
Ґуань Юй невдало атакує місто Фан, що зачіпає його гординю. Сунь Цюань атакує тил Ґуань Юя, захопивши більшу частину його володінь. Оточений з двох боків, Ґуань Юй просить допомоги в Лю Фена, прийомного сина Лю Бея, але той не поспішає, бо Ґуань Юй радив Лю Бею зробити спадкоємцем рідного сина. Отож, Ґуань Юя з його сином страчують.

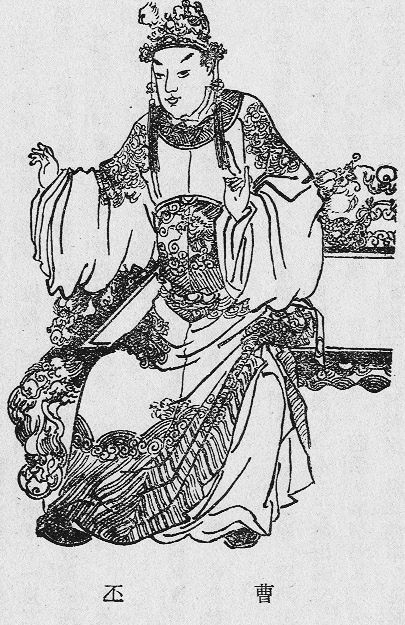
Імператор Цао Пі. Малюнок часів династії Цінь

Цао Цао хворіє та, після лиховісних ознак, помирає. Його спадкоємцем стає старший син Цао Пі, котрий укладає мир з братом Цао Чжаном. Цао Пі скидає імператора Сіаня та проголошує верховним монархом себе. Чжуге Лян натомість проголошує імператором Лю Бея.
Учасники клятви в персиковому саду радяться проти кого їм виступити. Чжан Фей, засмучений загибеллю Ґуань Юя, стає гнівливим і віддається пиятиці. Офіцери повстають проти нього та вбивають. Сунь Цюань погоджується продовжити війну за наказом Цао Пі в обмін на титул царя. Лю Бей наказує вторгнутися в Південні землі за підтримки Ґуань Сіна, іншого сина Ґуань Юя, і Чжана Бао, сина Чжана Фея.
У пошуках слави та честі старий Хуан Чжун виходить на поле бою та гине. З «генералів-тигрів» лишаються Ма Чао та Чжао Цзилун. Засліплений жагою помсти, Лю Бей продовжує кампанію, навіть коли всіх, безпосередньо відповідальних за смерть його побратимів, було вбито. Генерал Лу Сюнь, використовуючи те, чекає ідеального моменту та завдає Лю Бею катастрофічної поразки. Лю Бея рятує тільки прихід Чжао Цзилуна. Лу Сюнь потрапляє в надприродну пастку, розставлену Чжуге Ляном, але тесть стратега звільняє його. Вважаючи Лю Бея мертвим, його дружина, Сунь Рен, вчиняє самогубство.
Лю Бей заповідає Чжуге Ляну піклуватися про уряд і спадкоємця, сімнадцятирічного А Доу. Він прощається з Чжао Цзилуном і помирає. А Доу одружується з донькою Чжан Фея. Цао Пі розпочинає п'ятисторонню атаку на Річкові землі, а Чжуге Лян протистоїть нападам хитрістю, не проливаючи крові. Зрештою, загрозою залишається лише армія Південних земель.
Чжуге Лян кілька разів проявляє милість до Мен Хоу, вождя «південних варварів», аби заручитися їхньою підтримкою. Хоча Мен Хоу бореться проти Чжуге Ляна, врешті він здається.

### Четверта частина

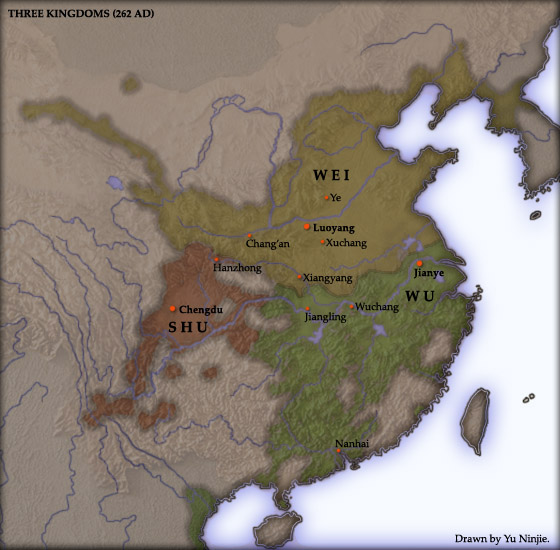
Трицарство в 265 році н.е.

225 рік н. е. Імператор Цао Пі править північним царством Вей; цар Сунь Цюань править Південними землями; а слабкий імператор А Доу, син героя Лю Бея, сидить на троні Річкових земель на заході. Чжуге Лян після довгого перебування далеко на півдні повертається і на нього покладаються надії посилити західне царство. Цао Пі помирає, трон успадковує його син, Цао Жуй. Літній Чжао Цзилун, останній із п'яти «генералів-тигрів», вимагає, щоб Чжуге Лян взяв його для вирішального вторгнення в царство Вей.
Сімдесятилітній Чжао Цзилун героїчно бореться; потрапивши в пастку, він рятується завдяки героям Чжану Бао і Ґуань Сіну. Потім Ґуань Сін рятується завдяки надприродному втручанню духа його батька. Кампанія провалюється через необдумані рішення полководців. Врятувати війська при відступі дозволяють Чжуге Лян, Чжан Бао, Ґуань Сіна та Чжао Цзилуна, які змушують свого переслідувача, стратега Сима І, діяти з надмірною обережністю. Чжуге Лян з жалем змушений стратити винуватців. Потім Чжао Цзилун помирає від старості.
Сунь Цюань стає імператором Південних земель і домовляється з А Доу про спільний напад на Вей. Чжуге Лян досягає тут швидких успіхів, однак відступає через смерть Чжана Бао. Сима І намагається атакувати, але сильні дощі стримують його, доки імператор Цао Жуй не наказує йому теж відступити.
Євнухи при дворі А Доу намовляють його виступити проти Чжуге Лян. Проте Чжуге Лян завойовує любов військ, дотримуючись стоденної ротації на фронті, навіть якщо це загрожує його справі, тож солдати добровільно залишаються. Після шести спроб штурмувати царство Вей, Сима І вдається заманити в вогняну пастку, де він виживає тільки завдяки раптовій зливі. Чжуге Лян молиться про ще дванадцять років життя, але генерал Вей Янь втручається і випадково перериває ритуал.
Чжуге Лян передає свою мудрість генералові Цзян Вею. Він попереджає свого наступника на посаді прем'єр-міністра, Ян Ї, що Вей Янь стане шахраєм. У одній з битв Чжуге Лян гине.
Вей Янь і Ян І звертаються до імператора А Доу про суд, кожен стверджуючи, що інший є зрадником. Ян І використовує таємне слово, що вказує агенту, підготованому Чжуге Лян, вбити Вей Яня. Вейський імператор Цао Жуй, звільнившись від страху перед Чжуге Ляном, править більш суворо та змушує свою дружину вчинити самогубство. Та привид дружини переслідує його і Цао Жуй помирає. Його син Цао Фан замалий і регентами стають Сима І та Цао Шуан, які ворогують між собою.
Сима І здійснює державний переворот, але згодом помирає від старості. Південні землі здійснюють невдале вторгнення на північ під проводом племінника Чжуге Ляна, Чжуге Ке. Цзян Вей і Сяхоу Ба намагаються ще раз вторгнутися в Вей, але цього разу їх зраджують союзники, і вони знову зазнають поразки. Підрослий Цао Фан стає маріонеткою Сима Ши, котрий запобігає перевороту. Змовників страчують, дружину Цао Фана задушують, замість самого Цао Фана на трон садять Цао Мао — сина Цао Пі. Сима Чжао, син Сими І, думає про узурпацію влади.
Генерал Ден Ай, побоюючись, що Цзян Вей врешті досягне успіху в завоюванні Вей, налаштовує А Доу проти нього. Тоді А Доу через євнуха Хуан Хао відкликає Цзян Вея. Сима Чжао вирішує, що настав час остаточно знищити своїх сусідів. Він підмовляє євнухів навколо А Доу тримати його в невіданні та рухає війська до кордонів. Хуан Хао розвіює підозри довірливого А Доу фальшивим пророцтвом.
Війська царства Вей вторгаються на землі А Доу в 263 році н. е. Привид Чжуге Ляна закликає їх пощадити мирних жителів. Генерал Ден Ай прямує до столиці та змушує А Доу капітулювати. Цзян Вей, на його жах, отримує наказ здатися.
Цзян Вей вирішує продовжити боротьбу таємно. Він переконує Ден Ая повстати проти Сима Чжао. Проте їхній задум викривають через поспішно віддані накази генералам і обох убивають. Сима Чжао, тепер без суперників, повертається до столиці з А Доу.
Сима Чжао помирає, його син Сима Янь скидає останнього імператора Вей, Цао Хуаня, і засновує династію Цзінь. Три царства об'єднуються в єдину імперію.

## Історія створення та версії
«Трицарство» спирається на історичну хроніку «Історія трьох царств» Чень Шоу, написану одразу після закінчення Періоду трьох царств наприкінці III ст. Хроніка надає легітимність царству Вей, на основі якого виникла імперія Цзінь. Іншим джерелом слугує «Історія трьох царств із примітками», написана пізніше кількома істориками з додаванням величезної кількості приміток і домислів. Ця хроніка заперечує походження імперії Цзінь від царства Вей і виводить його безпосередньо з імперії Хань.
За часів династії Юань виникла «Історія трьох царств, прості оповідки» — збірка театральних п'єс, що почала розглядати вигадки як частину історії. Цао Цао тут часто зображується як лиходій, а Лю Бей як герой більшості п'єс. Монгольське панування підвищило статус Ґуань Юя як героя.
Прямою попередницею «Трицарства» вважається «Історія трьох царств із популярними поясненнями», що приписується Ло Гуанчжуну. Видання «Трицарства» 1522 року з коментарями Лі Чжи є найвідомішим виданням цього роману, де Ло Гуанчжун уперше вказаний як автор. Але воно містить посилання на вступ, який датується 1494 роком. Це дозволяє відносити час написання роману до періоду між 1350 і 1380 роком.
«Історія трьох царств із поясненнями» Мао Цзунгана та його батька Мао Луня 1660-х років поділяє зміст на 120 розділів і більше схиляється до політичної моралі. В цій версії вихваляються радники та командири Лю Бея, підноситься царство Шу. Тодішня імперія Цін вбачала себе наступницею царства Шу. Крім того, її маньчжурські імператори, які завжди прагнуть підтримувати добрі стосунки з монголами, часто приносили присягу монгольським ханам у стилі клятви в персиковому саду. Таким чином, маньчжурські імператори зображали себе як Лю Бея, а монгольські хани поставали як Ґуань Юй.

## Літературні особливості
Роман складений так, що кожна подія врешті-решт отримує свій закономірний наслідок, що досягається місцями додаванням до історичних подій вигаданих. Конфлікти в «Трицарстві» часто полягають у протилежності цінностей: амбіцій проти моралі, реалізму проти ідеалізму, індивідуалізму проти колективізму. Лю Бей представляє гуманного лідера, що надихає людей слідувати його ідеалам і служити їм, охоче померти за нього. З протилежного боку, Цао Цао — холодний маніпулятор, який опанував мистецтво війни та обману й використовує це для особистої вигоди. Чжуге Лян — ідеальний міністр, розумний, мудрий і відданий. Ґуань Юй — ідеальний воїн: ним захоплюються як друзі, так і вороги, і він здатний виграти бій лише своєю присутністю на полі бою. Але якості Лю Бея та його союзників не можуть змінити хід історії чи долю, тому шляхетна спроба відновити династію Хань виявляється марною. Автор Ло Гуанчжун, проте, підносить правдолюбство й доброчесність, які забезпечують величність справ і славу, що лишається в віках.
Фантастика, присутня в «Трицарстві», показує особистість кожного героя: сильна мораль і нерішучість Лю Бея; бойова майстерність і гордість Ґуань Юя; мужність і відсутність дисципліни Чжан Фея; підступність Цао Цао та водночас захоплення талановитими людьми.

## Вплив
Клятва в персиковому саду між Лю Беєм, Чжан Феєм та Ґуань Юєм про вічну дружбу стала символом братерської вірності. Історичні хроніки, втім, нічого не згадують про цю подію за винятком того, що троє воєначальників були близькі між собою. Слова з роману, виголошені Лю Беєм «Хоча народжені не одного дня, не одного місяця й не одного року, сподіваємося померти в один день, в один місяць і в один рік», стали популярною фразою-клятвою, а сам ритуал її виголошення надихнув клятви при вступі в кримінальні тріади.
Деякі прислів'я, що використовуються в Китаї, пов'язані з романом. Наприклад «Скажи про Цао Цао і Цао Цао з'явиться», за сенсом подібне до «Про вовка промовка, а вовк у хату». «Все готово, крім східного вітру» означає, що готово все, крім головного.
Частини роману включені до репертуару Пекінської опери.

## Головні адаптації

### Кіно
- «Битва під Дінцзюньшаном» (定軍山,1905) — втрачений короткометражний німий фільм[15].
- «Дотепний чарівник» (左慈戲曹, 1931) — гонконгська драма-комедія про командира-чарівника Цзуо Сі, що плете інтриги проти Цао Цао[16].
- «Дяо Шань» (貂蟬, 1938) — китайський фільм про прекрасну наложницю Дяо Шань, яка стала причиною ворожнечі між Дун Чжо та Люй Бу[17].

- «Три царства: воскресіння дракона» (三國之見龍卸甲, 2008) — фільм виробництва КНР, Китаю та Південної Кореї, що зображає події наприкінці роману[18].

- «Битва біля Червоної скелі» (赤壁, 2008, 2009) — фільм виробництва КНР, Китаю, Тайваню, Південної Кореї та США в двох частинах про битву біля Червоної скелі[19][20].
- «Загублений майстер клинка» (關雲長, 2011) — гонконгський фільм про життя Ґуань Юя[21].
- «Асасини» (銅雀臺, 2012) — китайський фільм про кінець життя Цао Цао, зокрема дві спроби його вбивства[22].
- «Воїни династії» (真·三國無雙, 2021) — гонконгський фентезійний фільм, адаптація серії відеоігор Dynasty Warriors, заснованої на романі[23].

### Телебачення
- «Бог річки Лок» (洛神, 1975) — гонконгський серіал про пані Жен, першу дружину Цао Пі, та її романтичні стосунки з Цао Пі й Цао Чжи[24].

- «Легендарний перший міністр — Чжуґе Лян» (諸葛亮, 1985) — гонконгський серіал про Чжуґе Ляна, міністра царства Шу[25].
- «Чжуґе Лян» (諸葛亮, 1985) — серіал КНР про Чжуґе Ляна[26].
- «Роман трьох держав» (三国志, 1991-1992) — японський аніме-серіал за манґою Йокоями Міцутеру[27].
- «Роман трьох держав» (三国志, 1992-1994) — японська аніме-трилогія[28].
- «Роман трьох держав» (三國演義, 1994) — серіал КНР, один з найдорожчих серіалів свого часу та одна з найповніших екранізацій роману[29].
- «Ґуань Ґонґ» (關公, 1996) — тайванський серіал про Ґуань Юя з елементами китайської міфологї[30].
- «Три царства» (三國, 2010) — серіал КНР, один з найдорожчих серіалів у історії Китаю[31].
- «Цао Цао» (曹操, 2014) — серіал КНР, який пропонує більш історично достовірний погляд на постать Цао Цао[32].

### Відеоігри
- Romance of the Three Kingdoms (1989—2020) — серія стратегічних ігор від Koei[33].
- Dynasty Warriors (1997—2018) — серія тактичних бойовиків від Koei і Omega Force[34].
- Knights of Valour (1999—2018) — серія ігор жанру beat 'em up від IGS[35].
- Three Kingdoms: Fate of the Dragon (2001) — стратегія в реальному часі[36].

- Dragon Throne: Battle of Red Cliffs (2002) — стратегія в реальному часі[37].
- Dynasty Tactics (2002) і Dynasty Tactics 2 (2003) — тактичні рольові ігри[38][39].
- Koihime Musō (2007—2010) — серія візуальних новел для дорослих, де персонажі роману постають як дівчата, а головний герой — Ґуань Юй[40].
- Heroes of Three Kingdoms (2009) — безкоштовна MMORPG[41].
- Total War: Three Kingdoms (2019) — покрокова стратегія з тактикою в реальному часі, частина серії Total War[42].